# Afonso II van Kongo
Afonso II was Mwene Kongo van het koninkrijk Kongo in 1561.

## Levensloop
Er is weinig bekend over Afonso II of zijn regeerperiode. Volgens Duarte Lopez, die in 1591 informatie deelde met de Italiaanse humanist Filippo Pigafetta, werd de opvolging van Diogo I betwist door drie troonpretendenten. Diogo’s zoon, die weinig steun genoot, werd onmiddellijk vermoord. Een tweede kandidaat, gesteund door de meerderheid van het volk, werd gekozen, maar vervolgens door de Portugezen in de hoofdstad omgebracht. In reactie hierop vermoordde de aanhang van deze tweede koning de Portugese favoriet, waarna een algemene slachting onder de Portugezen plaatsvond.
Toch wijzen contemporaine bronnen op een andere gang van zaken. De eerste gekozen koning, Afonso II, had de steun van de Portugezen, maar werd na slechts enkele dagen afgezet wegens vermeende onwettigheid door Bernardo, die hem opvolgde.
Afonso II wordt in geen enkele bron uit zijn eigen tijd met naam genoemd, waarschijnlijk omdat zijn regeerperiode extreem kort was. Zijn naam verscheen echter later op een koningslijst die werd opgesteld door Antonio da Silva, een Kongo-historicus die in 1617 diende als hertog van Mbamba.